# حسین شنانی
حسین شنانی (زادهٔ ۲۰ آبان ۱۳۷۲؛ آبادان) یک بازیکن فوتبال اهل ایران است که در پست وینگر برای باشگاه فوتبال نساجی مازندران بازی می‌کند.
از باشگاه‌هایی که در آن بازی کرده است می‌توان به فولاد نوین خوزستان، ملوان بندر انزلی، مس رفسنجان، سپیدرود رشت، مس کرمان، ذوب‌آهن و نفت مسجدسلیمان اشاره کرد.